# 小長谷綽
小長谷綽（日语：／ Konagaya Yutaka，1899年9月—？），日本外交官，曾任日本駐南越（越南國和越南共和國）大使。

## 生平
1899年9月，小長谷綽出生於日本東京。1921年，小長谷畢業於東京帝國大學外語（法語）專業，同年開始從事外事工作。
1941年，擔任日本外務省美洲司第三區主管。1942年，出任駐河內總領事。1952年，任日本駐仰光總領事。
1955年，任日本駐越南國首任公使，於2月1日遞交國書。2月21日，轉爲公使銜代辦。3月，升任大使。